# 日本茶業学会
日本茶業学会（にほんちゃぎょうがっかい、英語: Japanese Society Of Tea Science And Technology (JSTST)）は、日本の学術研究団体の一つ。学術研究団体としての種別は単独学会。
茶業の発展のための学術振興や、技術の開発・改善、茶の文化などの情報発信および相互の情報交換を図ることを目的としている。

## 沿革
- 1947年 - 日本茶業技術協会発足。
- 2014年 - 日本茶業学会に改称。

## 刊行物

### 茶業研究報告
- 誌名（和文）：茶業研究報告
- 誌名（欧文）：Chagyo Kenkyu Hokoku (Tea Research Journal)
- 創刊年：1953
- 資料種別：ジャーナル（査読付き論文を含む）
- 使用言語：日英混在
- 発行形態：印刷体
- 著作権帰属先：学会
- クリエイティブコモンズ：-
- 購読：有料